# Parafia św. Apostołów Piotra i Pawła w Sierosławiu
Parafia świętych Piotra i Pawła w Sierosławiu – rzymskokatolicka parafia należąca do dekanatu Jeżewo. Erygowana 17 grudnia 1978 roku.

## Miejscowości
Na terenie parafii znajdują się 3 miejscowości: Brzemiona, Sierosław i Zalesie Szlacheckie.